# Rudolf Neumayer
Rudolf Neumayer (* 18. Mai 1887 in Wien; † 25. August 1977 ebenda) war ein österreichischer Finanzfachmann und Politiker.

## Leben
Neumayer besuchte das Elisabeth-Gymnasium in Wien und studierte anschließend Rechts- und Staatswissenschaften ebenfalls in Wien. Dort wurde er auch 1911 promoviert. Ab 1912 arbeitete er für die Gemeinde Wien, unterbrochen vom Kriegseinsatz im Ersten Weltkrieg. Ab 1919 arbeitete er in der Magistratsabteilung für Finanzangelegenheiten, ab 1924 leitete er die Finanzabteilung der Stadt Wien. Von 1934 bis 1936 gehörte er als Vertreter des Landes Wien dem Länderrat an. Von 1936 bis 1938 war Neumayer Finanzminister der Regierungen Schuschnigg und Seyß-Inquart, er war in dieser Funktion auch nach dem Anschluss Österreichs bei der Überführung der österreichischen in die deutsche Finanzverwaltung tätig. 1938 wurde er Direktor der Wiener Städtischen Versicherung, 1943 wurde er Leiter der Hauptstelle der Wirtschaftstreuhänder. Eine Aufnahme in die NSDAP wurde allerdings abgelehnt. Nach dem Zweiten Weltkrieg wurde Neumayer im Jahr 1946 als Mitglied der NS-Regierung zu lebenslanger Haft verurteilt, wurde jedoch Ende 1948 wegen Krankheit aus der Haft entlassen. Er wurde 1906 Mitglied der Burschenschaft Vandalia Wien und dann 1932 der Wiener akademischen Burschenschaft Albia. Er wurde am Hietzinger Friedhof bestattet.